# Bryan Adams (음반)
| 전문가 평가                       | 전문가 평가 |
| 평가 점수                         | 평가 점수   |
| 출처                              | 점수        |
| --------------------------------- | ----------- |
| AllMusic                          | [ 1 ]       |
| The Encyclopedia of Popular Music | [ 2 ]       |
| The Rolling Stone Album Guide     | [ 3 ]       |

《Bryan Adams》는 캐나다의 하드 록 밴드 스위니 토드의 리드 보컬리스트를 맡은 후 캐나다의 싱어송라이터 브라이언 애덤스가 1980년 2월 12일, A&M 레코드에서 발매한 첫 번째 솔로 스튜디오 음반이다. 〈Hiddin' From Love〉는 64위에 올랐고 〈Give Me Your Love〉는 캐나다의 RPM 100 싱글 차트에서 91위에 올랐다.

## 제작 및 발매
1978년 초, 브라이언 애덤스는 캐나다의 밴드 프리즘의 짐 발란스와 함께 작곡 듀오를 결성했다. A&M 레코드는 애덤스를 녹음 아티스트로 계약하기 얼마 전에 작곡가로 계약했다. 그는 1980년 2월 12일에 발매된 1979년의 균형을 위해 그의 셀프 타이틀 데뷔 음반을 작업했다.
첫 싱글은 1980년에 발매된 〈Hidin' from Love〉로 빌보드 댄스 차트에서 43위를 기록했고, 〈Give Me Your Love〉와 〈Remember〉가 그 뒤를 이었다. 비록 이 음반이 데뷔 당시 미국에서 어떤 악명도 받지 못했지만, 20세의 작곡가에게 관심을 가진 라디오 플레이, 투어, 매니지먼트, 에이전트, 그리고 음악 산업 전반을 이끌어낸 것은 문을 여는 일이었다.
첫 번째 투어는 캐나다 전역에서 클럽과 대학을 연주하는 것이었다. 애덤스가 미국의 획기적인 음반 《You Want It You Got It》 (1981년)의 곡들을 개발한 것은 이 시기였다.

## 곡 목록
모든 곡들은 특별한 언급이 없는 한 브라이언 애덤스와 짐 발란스에 의해 작사/작곡하였다.
| #  | 제목                    | 작사·작곡                     | 재생 시간 |
| -- | ----------------------- | ----------------------------- | --------- |
| 1. | 〈Hidin' from Love〉    | 애덤스, 발란스, 에릭 카그나   | 3:17      |
| 2. | 〈Win Some, Lose Some〉 | 애덤스, 발란스, 카그나, 폴 딘 | 3:47      |
| 3. | 〈Wait and See〉        | 애덤스, 앨리 윌리스           | 3:05      |
| 4. | 〈Give Me Your Love〉   | 애덤스                        | 2:54      |
| 5. | 〈Wastin' Time〉        | 애덤스                        | 3:34      |

| #  | 제목                     | 재생 시간 |
| -- | ------------------------ | --------- |
| 6. | 〈Don't Ya Say It〉      | 3:21      |
| 7. | 〈Remember〉             | 3:41      |
| 8. | 〈State of Mind〉        | 3:15      |
| 9. | 〈Try to See It My Way〉 | 4:03      |